# Epitoxus uhligi
Epitoxus uhligi är en skalbaggsart som beskrevs av Yélamos 1996. Epitoxus uhligi ingår i släktet Epitoxus och familjen stumpbaggar. Inga underarter finns listade i Catalogue of Life.